# Муса I ибн Фортун
Муса́ I ибн Форту́н (исп. Musa I ibn Fortún; около 745—788/789 или декабрь 802) — глава муваладской семьи Бану Каси, вали Сарагосы (788—789 или 788—790), а также Арнедо и Тарасоны.

## Биография
Муса I был сыном Фортуна ибн Каси и Аиши, дочери вали аль-Андалуса Абд аль-Азиза ибн Мусы. По линии своей матери он являлся прямым потомком пророка Мухаммеда, что сделало его одним из знатнейших подданных эмира Кордовы. После смерти отца Муса ибн Фортун получил в управление родовые земли Бану Каси в верховьях реки Эбро — города Арнедо, Эхеа и Борха. В 772 году Муса I участвовал в подавлении мятежа в Сарагосе, направленного против власти эмира Кордовы, за что получил от Абд ар-Рахмана I новые владения, в том числе, возможно, Тарасону, Нахеру и Туделу.
В междоусобной войне сыновей эмира Абд ар-Рахмана I, скончавшегося в 788 году, Муса ибн Фортун поддержал кандидатуру Хишама I и выступил с войском против вали Сарагосы Саида ибн аль-Хусайна, сторонника другого сына умершего эмира, Сулеймана. В бою около Тортосы Муса I разбил войско ал-Хусайна, который погиб во время бегства с поля боя. После этой победы Хишам I назначил Мусу на освободившийся пост вали Сарагосы. В дальнейшем испано-мусульманские хронисты приводят различные сведения о Мусе ибн Фортуне. Одни авторы утверждают, что он был убит в конце 788 или в начале 789 года в Сарагосе вольноотпущенником погибшего в бою с Мусой Саида ибн аль-Хусайна. По другим данным, в 790 году Муса I был вынужден оставить Сарагосу при приближении к городу войска вали Уэски Матруха ибн Сулеймана аль-Араби, который стал здесь новым правителем. Согласно этим свидетельствам, Муса, переживший несколько покушений, погиб в декабре 802 года при подавлении нового мятежа в Сарагосе. Наследником Мусы I в качестве главы Бану Каси стал его младший сын Муса II ибн Муса.
Муса I ибн Фортун был женат на двух неизвестных нам по имени женщинах. Детьми от первого брака были:
- Фортун (умер в 802)
- Мутарриф ибн Муса (убит в 799) — вали Памплоны (798—799)
- Йунус
- Лубб — правитель Борхи
- Йувартас
- Гарсия

Вторым браком Муса I был женат на христианке, которая также была замужем за одним из вождей басков Иньиго Хименесом. Неизвестно, каким по счёту, первым или вторым, был для этой женщины брак с Мусой, но близкое родство двух её детей от этих браков, Иньиго Аристы и Мусы II ибн Мусы, стало позднее основанием для заключения между ними тесного и долговременного союза.